# British Columbia Social Credit Party
Die British Columbia Social Credit Party (frz. Parti Crédit social de la Colombie-Britannique), deren Mitglieder als Socreds bezeichnet werden, war eine politische Partei in der kanadischen Provinz British Columbia, die von 1935 bis 2013 existierte. Von 1952 bis 1991 dominierte sie die Provinzpolitik und stellte nur zu Beginn der 1970er Jahre nicht die Regierung. Obwohl sie gegründet worden war, um anhand der Theorie des Social Credit das kapitalistische Wirtschaftssystem zu reformieren (und damit teilweise sozialistisch war), rückte die Social Credit Party innerhalb weniger Jahre zum Konservatismus und gab die ursprüngliche Ideologie ganz auf. Nach einer schweren Wahlniederlage im Jahr 1991 verlor die Partei fast ihre gesamte Wählerbasis.

## Geschichte
Vor 1952 war die Social-Credit-Bewegung in British Columbia gespalten. Die Social Credit League of British Columbia stellte bei den Wahlen 1937 erstmals Kandidaten auf, 1941 jedoch nicht. 1945 schlossen sich verschiedene Gruppierungen zu einer Allianz zusammen. 1949 traten die Social Credit Party, die Social Credit League und die Union of Electors getrennt an.
Die konservativ-liberale Koalitionsregierung führte 1952 Instant-Runoff-Voting als Wahlsystem ein, in der Erwartung, dass konservative Wähler die Liberalen als zweite Präferenz angeben würden, und umgekehrt. So sollte ein Wahlsieg der sozialdemokratischen Co-operative Commonwealth Federation (CCF) verhindert werden. Von diesem Wahlsystem profitierten jedoch nicht die Regierungsparteien, sondern die Social Credit Party, die eine Minderheitsregierung bilden konnte. Im selben Jahr wurde Premierminister W. A. C. Bennett zum neuen Parteivorsitzenden gewählt. 1953 gewann er vorgezogene Neuwahlen und erhielt die absolute Mehrheit.
Zwar war die Partei ursprünglich gegründet worden, um die Theorien von Social Credit umzusetzen. Dies war aber auf Provinzebene allein nicht möglich, weshalb W. A. C. Bennett die alte Ideologie aufgab und aus den Socreds eine konservative Partei mit populistischen Zügen machte. Indem er wiederholt vor der „roten Gefahr“ und vor „sozialistischen Horden“ warnte, gelang es seiner Partei, die CCF (später die British Columbia New Democratic Party) 20 Jahre lang von der Regierung fernzuhalten. Nach der Wahlniederlage im Jahr 1972 trat Bennett den Parteivorsitz an seinen Sohn Bill Bennett ab. Dieser wandte sich vom Populismus ab und bildete eine unsichere Allianz aus Anhängern der Liberalen Partei Kanadas, ländlichen Sozialkonservativen und urbanen Wirtschaftskreisen.
1975 gelangten die Socreds zurück an die Macht und Bill Bennett wurde neuer Premierminister. 1986 trat Bennett zurück. Auf ihn folgte Bill Vander Zalm, der die Wahlen mit einer großen Mehrheit gewann. Unter seiner Führung verloren die Wirtschaftsvertreter zunehmend Einfluss an die Sozialkonservativen, der neue rechtspopulistische Kurs trieb moderate Socreds zur British Columbia Liberal Party. Dieser Prozess wurde durch Vander Zalms Exzentrik und zahlreiche Skandale noch beschleunigt. 1991 musste Vander Zalm wegen eines Interessenkonflikts zurücktreten und wurde durch Rita Johnston abgelöst. Bei den Wahlen im selben Jahr halbierte sich der Wähleranteil.
1994 verließen vier der sechs verbliebenen Parlamentsmitglieder die Partei. Die British Columbia Social Credit Party brach daraufhin vollends zusammen und erreichte bei den Wahlen 1996 nicht einmal ein halbes Prozent; die ursprüngliche Wählerbasis hatte sich fast ganz der Liberal Party zugewandt. Die Partei hatte seit 2000 keinen offiziellen Vorsitzenden mehr und sank in die völlige Bedeutungslosigkeit ab. Bei den Wahlen 2009 trat sie mit keinem einzigen Kandidaten an. Nachdem sie 2013 nur einen Kandidaten aufstellen konnte, wurde sie am 7. Juni 2013 von der Wahlbehörde von Gesetzes wegen aus dem Parteienverzeichnis gelöscht.

## Wahlergebnisse
Ergebnisse der British Columbia Social Credit Party und ihrer Vorgänger bei den Wahlen zur Legislativversammlung:
| Wahl | Sitze total      | Kandi- daten     | Gew. Sitze       | Stimmen          | Anteil           |
| ---- | ---------------- | ---------------- | ---------------- | ---------------- | ---------------- |
| 1937 | 48               | 18               | 0                | 4.812            | 1,15 %           |
| 1941 | nicht angetreten | nicht angetreten | nicht angetreten | nicht angetreten | nicht angetreten |
| 1945 | 48               | 16               | 0                | 6.627            | 1,42 %           |
| 1949 | 48               | 7                | 0                | 8.464            | 1,21 %           |
| 1952 | 48               | 47               | 19               | 209.049          | 27,20 %          |
| 1953 | 48               | 48               | 28               | 274.771          | 37,75 %          |
| 1956 | 52               | 52               | 39               | 374.711          | 45,84 %          |
| 1960 | 52               | 52               | 32               | 386.886          | 38,83 %          |
| 1963 | 52               | 52               | 33               | 395.079          | 40,83 %          |
| 1966 | 55               | 55               | 33               | 342.751          | 45,59 %          |
| 1969 | 55               | 55               | 38               | 457.777          | 46,79 %          |

| Jahr | Sitze total      | Kandi- daten     | Gew. Sitze       | Stimmen          | Anteil           |
| ---- | ---------------- | ---------------- | ---------------- | ---------------- | ---------------- |
| 1972 | 55               | 55               | 10               | 352.776          | 31,16 %          |
| 1975 | 55               | 55               | 35               | 635.482          | 49,25 %          |
| 1979 | 57               | 57               | 31               | 677.607          | 48,23 %          |
| 1983 | 57               | 57               | 35               | 820.807          | 49,76 %          |
| 1986 | 69               | 69               | 47               | 954.516          | 49,32 %          |
| 1991 | 75               | 74               | 7                | 351.660          | 24,05 %          |
| 1996 | 75               | 7                | 0                | 6.276            | 0,40 %           |
| 2001 | 79               | 2                | 0                | 1.948            | 0,12 %           |
| 2005 | 79               | 2                | 0                | 502              | 0,03 %           |
| 2009 | nicht angetreten | nicht angetreten | nicht angetreten | nicht angetreten | nicht angetreten |
| 2013 | 85               | 1                | 0                | 384              | 0,02 %           |

## Parteivorsitzende
| Name                  | Vorsitz   | Premier   |
| --------------------- | --------- | --------- |
| Arthur H. Jukes       | 1937–1948 |           |
| vakant                | 1949–1952 |           |
| Ernest George Hansell | 1952      |           |
| W. A. C. Bennett      | 1952–1973 | 1952–1972 |
| Bill Bennett          | 1973–1986 | 1975–1986 |
| Bill Vander Zalm      | 1986–1991 | 1986–1991 |
| Rita Johnston         | 1991–1992 | 1991      |
| Jack Weisgerber       | 1992–1993 |           |
| Grace McCarthy        | 1993–1994 |           |
| Cliff Serwa           | 1994      |           |
| Larry Gillanders      | 1994–1996 |           |
| Ken Endean            | 1996–1997 |           |
| Mike Culos            | 1997–2000 |           |
| Eric Buckley          | 2000      |           |
| vakant                | 2000–2013 |           |